# Shig Murao
 (novembre 2016).
Shigeyoshi « Shig » Murao, né le 8 décembre 1926 à Seattle et mort le 19 octobre 1999 à Cupertino en Californie, est un libraire américain d'origine japonaise. Travaillant dans la librairie City Lights, il est arrêté le 3 juin 1957 pour vente à un policier en civil de San Francisco du recueil Howl and Other Poems d'Allen Ginsberg. À l'issue du procès concernant la publication et la vente du livre, Murao et Ferlinghetti ont été relaxés, le recueil de poésie étant déclaré par le juge comme étant protégé par le premier amendement ; cette décision a ouvert la voie à la publication d'autres auteurs tels que Henry Miller, D. H. Lawrence, William Burroughs, dont les écrits été jugés comme offensants par une partie de la société dite « puritaine ».

## Biographie
Murao et sa sœur jumelle Shizuko sont nés le 8 décembre 1926 à Seattle, Washington. En 1942, après l'attaque de Pearl Harbor, Murao et sa famille sont internés au Minidoka War Relocation Center en Idaho. Shig Murao déclare : « Je suis entré au service de renseignement militaire en 1944 et après la guerre j’ai travaillé au Japon en tant qu'interprète ».

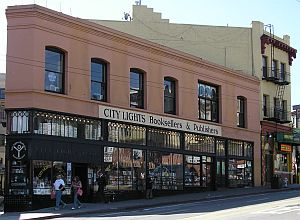
City Lights Books

Ferlinghetti et Peter Martin, le cofondateur de City Lights, embauchent Murao comme commis peu de temps après l'ouverture du magasin en juin 1953. Murao travaille sans rémunération pendant les premières semaines, puis devient le directeur de la librairie. Il assure cette fonction de directeur jusqu'en 1976 et il se lie au fil du temps une amitié avec plusieurs icônes de la Beat Generation dont Allen Ginsberg devenu proche.
Ferlinghetti entend Ginsberg lire le poème Howl à la Six Gallery en 1955, le lendemain il propose de le publier avec d'autres poèmes courts. Publié en novembre 1956, Howl ne tarde pas à générer la controverse. En juin 1957, la police locale perquisitionne les locaux de City Lights Bookstore et elle arrête Shig Murao avec comme chef d'accusation la vente d'un livre obscène. Ferlinghetti, alors à Big Sur fait demi-tour pour San Francisco. Tous deux risquent une amende de 500 $ et une peine de 6 mois d'emprisonnement. L'ACLU paye une caution et désigne comme avocat de la défense Albert Bendich et elle obtint pro bono les services du célèbre avocat pénaliste J. W. Ehrlich. Le procès, présidé par le juge Clayton W. Horn, dure du 16 août au 3 septembre 1957. Les charges retenues contre Murao sont  rejetées car il n'a pas pu être prouvé qu'il savait ce qui figurait dans le livre. Le juge Horn rend finalement son verdict en déclarant que Howl n'avait rien d'obscène. 
Murao subit une série d'attaques cérébrales à l'automne 1975. Quand il reprend son travail, Lawrence Ferlinghetti souhaite apporter des aménagements dans la direction de la librairie. Murao quitte alors la librairie fâché avec Ferlinghetti. 
Il s'installe alors au Caffe Trieste où il publie un fanzine appelé Shig's Review. Les trois premiers numéros de Shig's Review, publiés en 1960 et 1969, sont imprimés et reliés. Début 1983, Murao relance sa revue sous la forme d'un fanzine photocopié recueillant des poèmes et des photos. Il les fabrique dans un magasin de reprographie en vingt ou trente exemplaires, met son « hanko » sur la couverture à l'encre rouge et descend au Caffe Trieste où il les distribue à ses amis. Murao publie environ 80 numéros de son fanzine.
Dans les années 1990, Murao s’installe dans une maison de vie assistée à Palo Alto en Californie où il recrée rapidement la vie qu’il menait à North Beach (San Francisco), visitant les cafés et les librairies dans son fauteuil roulant électrique. Après un accident avec son fauteuil roulant il part en convalescence dans un hôpital de Cupertino où il meurt en 1999.